# Eulepidotis philosis
Eulepidotis philosis är en fjärilsart som beskrevs av William Schaus 1921. Eulepidotis philosis ingår i släktet Eulepidotis och familjen nattflyn. Inga underarter finns listade i Catalogue of Life.